# Groupe Afnor
 (août 2019).
Pour l'association, voir Association française de normalisation.
Le groupe Afnor est un groupe français de services autour de la normalisation et de la certification issu de la fusion des associations Association française de normalisation (Afnor) et Association française pour l'assurance de la qualité (AFAQ) et qui comprend quatre métiers : la normalisation, la certification, l’édition spécialisée et la formation.

## Historique
Le groupe Afnor est créé fin 2004 de la fusion des associations Association française de normalisation (Afnor) et Association française pour l'assurance de la qualité (AFAQ). L'objectif affiché de ce rapprochement est d'instaurer un système plus simple, plus lisible et plus efficace face à la concurrence internationale.
Le groupe Afnor est constitué de l'association Afnor, reconnue d'utilité publique et chargée d'une mission d'intérêt général, et d'une société par actions simplifiée à associé unique (SASU), dénommée Afnor Développement, qui dispose de deux filiales commerciales : Afnor Certification et Afnor Compétences. Cette structuration permet de distinguer les opérations relevant d'une mission d'intérêt général, instituée par un décret du 16 juin 2009, modifié par un décret du 10 novembre 2021, notamment la coordination de la normalisation française, des filiales qui, elles, relèvent du secteur marchand. Le groupe Afnor est représenté en régions par 13 bureaux répartis en 12 délégations, et à l'étranger au travers de 37 antennes internationales.
Un avis de l'autorité de la concurrence de 2014 appelle à clarifier l'usage du terme de groupe Afnor qui laisse supposer à un regroupement de sociétés commerciales alors qu'on se trouve "plutôt en présence d’un opérateur de service public, subventionné par l’État à ce titre, qui se diversifie dans le secteur commercial".

## Domaines d'activité

### Afnor Normalisation
Hébergée au sein de l'association Afnor, Afnor Normalisation recense les besoins en normalisation, élabore les stratégies normatives, coordonne et oriente l'activité des bureaux de normalisation sectoriels, veille à ce que toutes les parties intéressées soient représentées dans les commissions de normalisation, organise les enquêtes publiques, homologue les normes françaises .
Au-delà de son action au niveau français, Afnor Normalisation est le membre français des instances de normalisation européenne (CEN) et internationale (ISO) et à ce titre défend et valorise les positions nationales .

### Afnor Certification
La certification s’adresse avant tout au client final, qu’il soit consommateur ou utilisateur. Elle est la preuve objective que le produit ou le service acheté ou fourni dispose des caractéristiques définies dans une norme ou un référentiel, et qu’il fait régulièrement l’objet de contrôles.
La crédibilité de la certification repose sur la compétence d’un organisme certificateur mais aussi sur son impartialité.[réf. souhaitée] Les organismes certificateurs sont eux-mêmes contrôlés par des organismes d’accréditation indépendants, le COFRAC en France.
La certification est délivrée après une évaluation des systèmes, des services, des produits ou encore des compétences professionnelles, objets de la demande. Cette évaluation consiste à en mesurer les caractéristiques. Si celles-ci correspondent en tous points à celles fixées dans le référentiel, la certification est délivrée.
Afnor Certification est, en France, un organisme de certification et d’évaluation de systèmes, services, produits, compétences. Cette société du groupe Afnor propose deux marques : AFAQ et NF. Afnor Certification opère dans le domaine volontaire comme dans le domaine réglementaire. Au plan européen, Afnor Certification est notifiée pour plusieurs directives européennes afin de délivrer le marquage CE, qui atteste la conformité des produits aux exigences réglementaires européennes.

### Afnor Éditions
Hébergée en partie au sein de l'association Afnor pour les activités relevant de la publication des normes, Afnor Éditions est un éditeur de solutions d’informations professionnelles normatives et réglementaires. Afnor Éditions propose également une offre presse traitant de l’actualité de la normalisation et du management.

### Afnor Compétences
Afnor Compétences propose de la formation continue et du conseil. Ses thématiques de formation recouvrent les domaines suivants : Management de la qualité et audit ; Environnement, Sécurité et développement durable ; Gestion des compétences et management transversal ; Intégration de systèmes et performances de l’entreprise ; Efficacité des fonctions de l’entreprise.

## Coopération et projets internationaux
Pour réaliser ses opérations d'assistance technique, Afnor s'appuie sur un réseau d'acteurs institutionnels français et sur l'expertise d'organismes techniques majeurs (laboratoires, centres techniques, instituts de recherche...) qui couvrent les principaux secteurs industriels et de services :
- Association de coopération technique pour l'industrie agroalimentaire (ACTIA)
- Agence de l'environnement et de la maîtrise de l'énergie (ADEME)
- Association pour le développement des échanges internationaux de produits et techniques agroalimentaires (ADEPTA)
- Comité français d'accréditation (Cofrac)
- Centre scientifique et technique du bâtiment (CSTB)
- Centre technique industriel (CTI)
- Institut national de l'environnement industriel et des risques (INERIS)
- LCIE Bureau Veritas (Laboratoire central des industries électriques)
- Laboratoire national de métrologie et d'essais (LNE)
- Union technique de l'automobile, du motocycle et du cycle (UTAC)
- Union technique de l'électricité (UTE)

## Activités de lobbying
Pour l'année 2023, Afnor déclare à la Haute Autorité pour la transparence de la vie publique exercer des activités de lobbying en France pour un montant qui n'excède pas 45 000 euros.